# Episodi di American Playhouse (prima stagione)
La prima stagione della serie televisiva American Playhouse è stata trasmessa in anteprima negli Stati Uniti d'America tra il 12 gennaio 1982 e il 29 giugno 1982.
| nº | Titolo originale                                                       | Titolo italiano | Prima TV USA     | Prima TV Italia |
| -- | ---------------------------------------------------------------------- | --------------- | ---------------- | --------------- |
| 1  | The Shady Hill Kidnapping                                              |                 | 12 gennaio 1982  |                 |
| 2  | King of America                                                        |                 | 19 gennaio 1982  |                 |
| 3  | Seguin                                                                 |                 | 26 gennaio 1982  |                 |
| 4  | Who Am I This Time?                                                    |                 | 2 febbraio 1982  |                 |
| 5  | Any Friend of Nicholas Nickleby Is a Friend of Mine                    |                 | 9 febbraio 1982  |                 |
| 6  | Come Along with Me                                                     |                 | 16 febbraio 1982 |                 |
| 7  | For Colored Girls Who Have Considered Suicide/When the Rainbow Is Enuf |                 | 23 febbraio 1982 |                 |
| 8  | Carl Sandburg: Echoes and Silences                                     |                 | 2 marzo 1982     |                 |
| 9  | Fifth of July                                                          |                 | 9 marzo 1982     |                 |
| 10 | The Great American Fourth of July and Other Disasters                  |                 | 16 marzo 1982    |                 |
| 11 | Pilgrim, Farewell                                                      |                 | 23 marzo 1982    |                 |
| 12 | Northern Lights                                                        |                 | 30 marzo 1982    |                 |
| 13 | Medal of Honor Rag                                                     |                 | 6 aprile 1982    |                 |
| 14 | Working                                                                |                 | 13 aprile 1982   |                 |
| 15 | Weekend                                                                |                 | 20 aprile 1982   |                 |
| 16 | Private Contentment                                                    |                 | 27 aprile 1982   |                 |
| 17 | My Palikari                                                            |                 | 4 maggio 1982    |                 |
| 18 | Oppenheimer (Part 1)                                                   |                 | 11 maggio 1982   |                 |
| 19 | Oppenheimer (Part 2)                                                   |                 | 18 maggio 1982   |                 |
| 20 | Oppenheimer (Part 3)                                                   |                 | 25 maggio 1982   |                 |
| 21 | Oppenheimer (Part 4)                                                   |                 | 1º giugno 1982   |                 |
| 22 | Oppenheimer (Part 5)                                                   |                 | 8 giugno 1982    |                 |
| 23 | Oppenheimer (Part 6)                                                   |                 | 15 giugno 1982   |                 |
| 24 | Oppenheimer (Part 7)                                                   |                 | 22 giugno 1982   |                 |
| 25 | The Ballad of Gregorio Cortez                                          |                 | 29 giugno 1982   |                 |